# Leptodon smithii
Leptodon smithii là một loài Rêu trong họ Leptodontaceae. Loài này được (Hedw.) F. Weber & D. Mohr mô tả khoa học đầu tiên năm 1803.